# Phare de Miscou
Le phare de Miscou, officiellement le lieu historique national du Canada du Phare-de-Miscou, est un lieu historique national situé à Miscou, au Nouveau-Brunswick (Canada). Le phare est situé sur la pointe Birch, au nord de l'île, à la jonction entre la baie des Chaleurs et le golfe du Saint-Laurent. Il est un des plus anciens du golfe.

## Histoire
Le gouvernement du Nouveau-Brunswick fait construire le phare en 1856, afin d'éviter le trop grand nombre de naufrages dans la région. De plus, la construction navale est alors prospère dans la région et le phare facilite la navigation entre le Québec et les provinces de l'Atlantique. La hauteur du phare passe de 22,5  à   24,3 mètres en 1903 pour en augmenter la portée. Du fait de l'érosion de la côte, le phare est déplacé de 61 mètres dans les terres en 1946. Un bâtiment abritant une corne de brume est construit à ses côtés au milieu du XXe siècle. Il est automatisé par la suite et toujours en fonction de nos jours. Il devient un lieu historique national le 18 mai 1974 et un édifice fédéral du patrimoine reconnu le 1er novembre 1991.

## Architecture

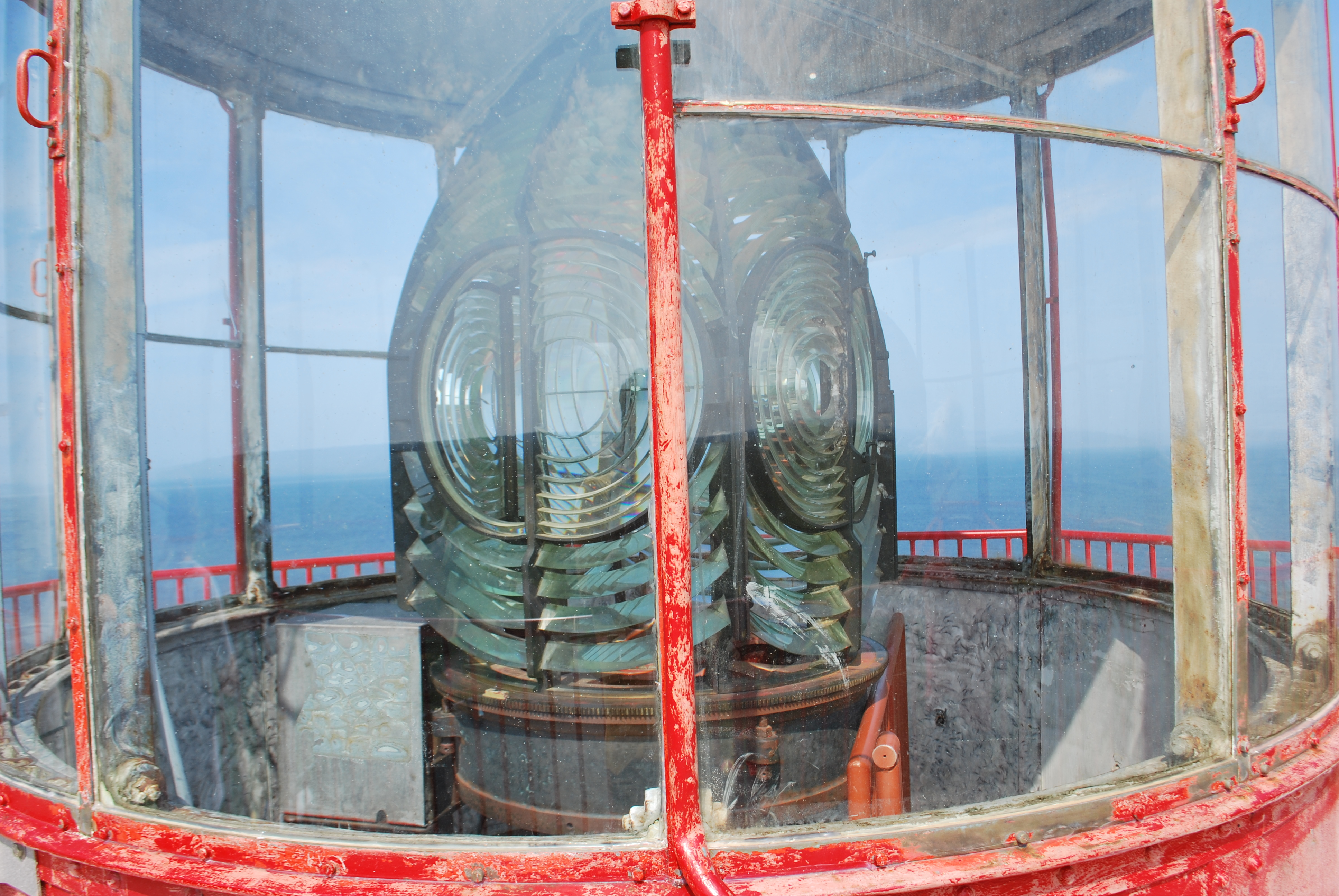
La lentille du phare.

Le phare est situé à l'extrémité de la route 113. Un stationnement est aménagé à l'entrée du phare et une rampe de bois en facilite l'accès pour les handicapés. Une plage est accessible par le phare.
Le phare, de forme octogonale et effilée, est recouvert de bardeaux peints en blanc. Il est surmonté d'un lanterneau polygonal derrière un rail en fonte. La sous-face sous la plate-forme du lanterneau est arrondie. L'intérieur compte quatre étages et les escaliers sont droits. Des fenêtres à guillotine à linteaux en forme de fronton, à carreaux 4 sur 4, sont agencées en échelon. Il est construit en bois massif et de nombreuses traces de l'exécution à la main sont visibles. La technique de construction, inhabituelle, consista à construire les huit panneaux séparément; c'est en fait l'un des rares phares de forme octogonale effilée ayant subsisté. Quatre câbles ancrent le phare en place. Un bâtiment abritant une corne de brume se trouve à ses côtés. Bâti sur pilotis et haut d'un étage, il a un plan rectangulaire avec un toit à deux pentes moyennes. Il est recouvert de bardeaux. Les façades sont blanches et les garnitures rouges, couleurs caractéristiques des phares.
Un petit bâtiment abritant une crèmerie, respectant le style du phare, a été aménagé à proximité.
Entre 1856 et 1893, la première lanterne émettait une lumière fixe et rouge, à partir de huit lampes munies d'un miroir parabolique en acier poli et alimentées par de l'huile de phoque (système catoptrique). Le système est remplacé en 1893 par une lampe tournante à éclipses, puis par une lampe de vapeur à mercure de 700 watts pouvant émettre jusqu'à 40 milles (64,37 km).